# محبوبة أذينية
محبوبة أذينية (الاسم العلمي:Agapetes auriculata) هي نوع من النباتات تتبع جنس المحبوبة من الفصيلة الخلنجية.